# Daniel Gacek
Daniel Gacek (ur. 31 października 1971 w Chorzowie) – polski piłkarz.
Swoją karierę zaczął w 1991 jako piłkarz GKS-ie Katowice, gdzie rozegrał tylko jeden sezon i trafił do Naprzodu Rydułtowy. Grał tam do 1998, a potem trafił do Górnika Zabrze. W 2001 przeszedł do KS Myszków, a w 2003 do Polonii Bytom. Karierę zakończył w 2004 jako piłkarz Śląska Świętochłowice.